# Dzyzlan Vallis
La Dzyzlan Vallis è una struttura geologica della superficie di Venere.